# フィエヴィル＝ブレイ
フィエヴィル＝ブレイ（仏: Fierville-Bray）は、フランスのノルマンディー地域圏、カルヴァドス県の旧コミューン。2017年1月1日、周辺のコミューンと合併しコミューン・ヌーヴェル（fr）であるヴァランブレとなった。

## 地理
県都カーンから南東に20kmほどいった田園地帯に位置する。ミュアンス川沿いに築かれたいくつかの小集落が集まり、一つのコミューンを形成している。北でビリーと、北東でセニー＝オー＝ヴィーニュと、東でヴュー＝フュメと、南でル・ビュ＝シュル＝ルーヴルと、南西でサン＝シルヴァンと、北西でプシー＝ラ＝カンパーニュとそれぞれ接する。

## 行政
- 首長 - フィリップ・サリー（Philippe Salley、無所属、2008年3月から） 農夫
- 前首長 - ルイ・ド・レスカン（Louis de Lesquen、無所属、1983年から2008年3月まで） 農夫

## 人口の推移[1]
| 1962年 | 1968年 | 1975年 | 1982年 | 1990年 | 1999年 | 2007年 |
| ------ | ------ | ------ | ------ | ------ | ------ | ------ |
| 309    | 311    | 237    | 301    | 421    | 426    | 462    |